# ブーブークッション

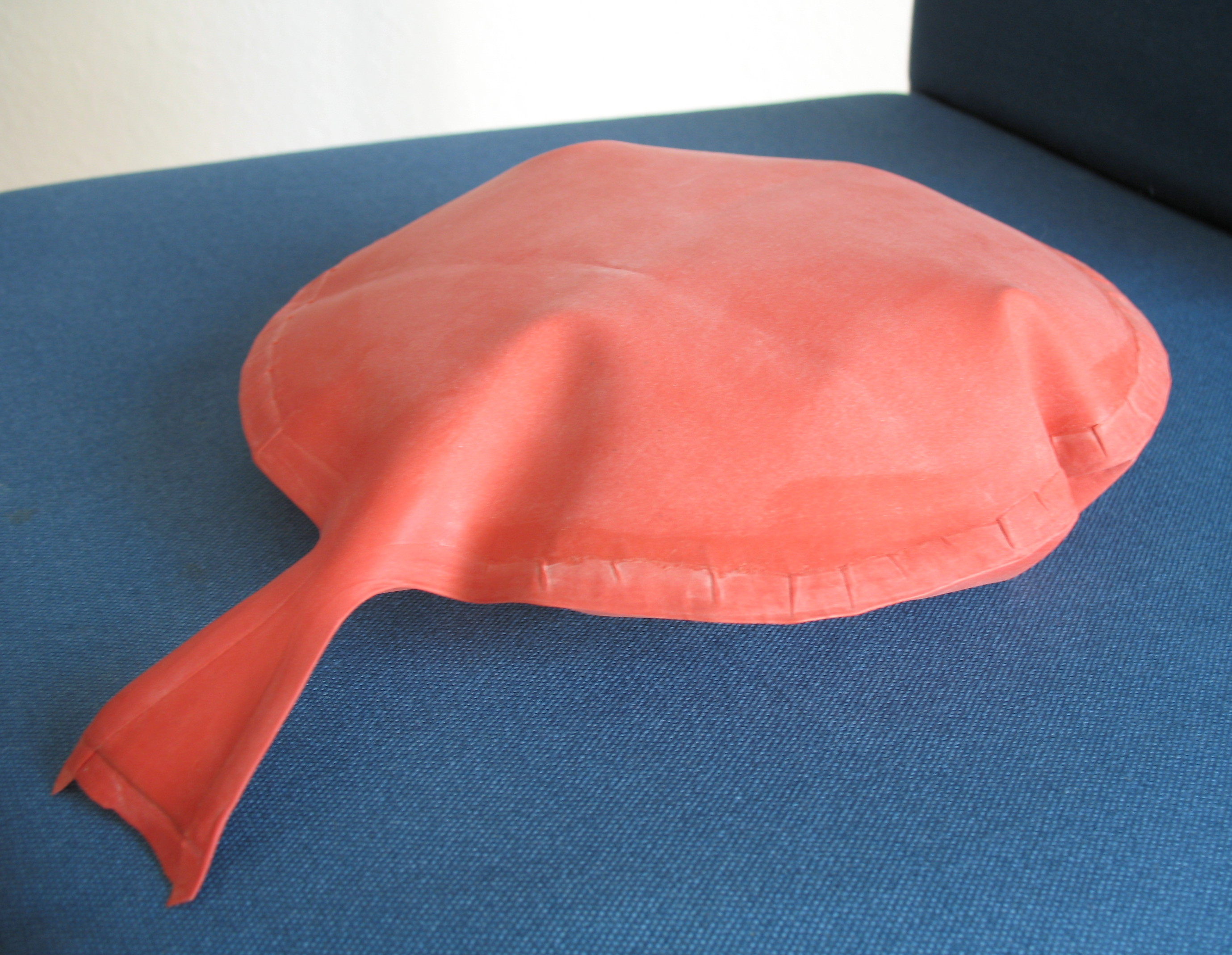
空気を入れたブーブークッション。

ブーブークッション（Poo Poo Cushion）とは、クッションなどの下に隠して用いられる、ゴム袋状のジョークグッズである。
欧米ではウーピークッション（Whoopee Cushion）やラズベリークッション（Razzberry Cushion）などとも呼ばれるが、日本でそのように呼ばれることはまれである。

## 概要
ブーブークッションは悪ふざけに用いられるジョークグッズのひとつで、大きく口の突き出た部分を持つ通常は直径20cm内外の円形のゴムシートを貼り合わせた袋状の玩具である。
あらかじめ袋の中に空気を入れて口を閉じ、袋の上に体重をかけるなど潰すことにより、中の空気が外に押し出され、そのときに口の膜の共振による放屁音に似たバズ音が響き渡り、周囲を驚かせるものである。座る者の体重がある程度以上軽いと、擬装用のクッションまでしか座圧は伝わらず、失敗する事もある。
袋の表面にはいたずらの顛末が想起されるコミカルな漫画が印刷されていることが多い。また、いたずら目的でしか使われない玩具であることからブーブークッションはその現物を見ただけでも笑いを誘う要素を持つ。
材質はほとんどの製品は厚手のゴムシートであるが、ビニールシートを貼り合わせたものもある。

## 歴史
日本では1970年代の芸能人へのドッキリを行なうテレビのバラエティ番組の小道具に使われて有名となったが、玩具の歴史は古く1930年にカナダのトロントのジェムラバー（JEM Rubber）社の従業員が廃材のゴムシートを使った実験している中で生み出された玩具である。
ジェムラバー社が玩具のアイディアを、バラエティグッズを販売するS.S.アダムス社に売り込んだが、「下品すぎる玩具」として商品化が見送られ、のちにアメリカのパーティーグッズメーカーのジョンソン・スミス・カンパニー（Johnson Smith Company） 社が「ウーピークッション」 として売り出し大ヒットした。
当初は販売を断ったS.S.アダムス社もその大ヒットに後悔し、後から「ラズベリークッション」という類似商品を売り出したという逸話が残されている。
1990年代以降には袋の中にスポンジを内蔵し、自動的に空気の入るブーブークッションや、遠隔操作で音を鳴らす電子音声式のブーブークッションも登場。2009年には巨大なブーブークッションがRedemption Plus社により製作されている。
日本の滋賀県草津市では2004年10月17日にギネスブックの記録更新目的で一度に大人数でブーブークッション座りに挑戦するイベントも行なわれ、3795人の記録で世界記録が樹立している。

## ジョークとモラル
放屁は人間の生理的現象であり、生きる上で意識あるいは無意識のうちに行なわれる行為の一つである。
しかし多くの国では人前での放屁をはしたない行為と意識する向きが強いことから、ブーブークッションによる擬似的な放屁音でもいたずらをされた側は、周囲の視線を意識して羞恥心や不快感を催す事もある。